# Економіко-математичне моделювання у гірництві
Економіко-математичне моделювання (рос. экономико-математическое моделирование, англ. economic-matematic modelling, нім. wirtschaftlich-matematische Simulation) — математичний опис закономірностей, притаманних якому-небудь об'єкту, системі, процесу, виражених за допомогою економічного показника — грн., грн./т тощо.
Стосовно гірничої справи — математичний опис витрат на проведення та підтримання виробок, транспортування вугілля, водовідлив, вентиляцію та ін. з урахуванням гірничо-геологічних, технологічних, часових та інших факторів. Економіко-математичне моделювання дозволяє зробити порівняння різних варіантів систем розробки, способів підготовки та розкриття шахтного поля за кількісним значенням критерію (частіше за все вираженого в грн./т) і вибрати найбільш економічно вигідний варіант. З іншого боку, в моделі у загальному вигляді відображені параметри об'єкта, наприклад, довжина лави, розмір виїмкового поля та ін., що впливають на значення критерію. Отже, економіко-математичне моделювання дозволяє знаходити такі значення параметра, при яких значення критерію буде мінімальним (наприклад, за питомими витратами), або ж, навпаки, максимальним (наприклад, за продуктивністю праці). Процес моделювання передбачає вирішення двох завдань: — складання (розробку) самої моделі; — реалізації моделі, тобто знаходження параметрів об'єкта (системи), за яких функція мети досягає екстремального значення.
Наприклад, модель довжини лави в загальному випадку має такий вигляд:
{\displaystyle C=f\left({l_{l}}\right)={\frac {C_{1}l}{A}}+{\frac {C_{2}}{l}}+C_{3}\to \min }
де: С — критерій оптимальності, грн./т; С1, С2, С3 — постійні величини, що враховують витрати на проведення, підтримання виробок і транспорт з урахуванням впливу різних факторів; Ал — добовий видобуток вугілля з лави, т; ll — довжина лави, м. Знаходження оптимальної довжини лави — мета реалізації моделі.